# Прогрессивный метал
Прогресси́вный ме́тал или прогре́ссив-ме́тал или прог-метал (англ. Progressive Metal) — подстиль метала. Этот жанр основывается на прогрессивном роке и включает в себя сложные композиционные структуры, необычные музыкальные размеры и интригующую технику игры на музыкальных инструментах. Высокий уровень профессионализма музыкантов часто комбинируется с лирическим в форме концептуальных эпических текстов, результатом которых являются довольно длинные песни и концептуальные альбомы.

## История
Происхождение прогрессив-метала можно проследить в таких прогрессив-рок группах 1960-х и 1970-х как Yes, Uriah Heep, Genesis, Black Sabbath, Deep Purple, King Crimson, Rush, High Tide. Этот стиль сформировался как отдельный, самодостаточный стиль лишь к середине 80-х. Группы Queensrÿche, Dream Theater, Fates Warning, Savatage, Voivod, Psychotic Waltz, Crimson Glory и Iron Maiden взяли элементы прог-рок групп — инструментальную и композиционную структуру песен и скрестили их с металом.
Наибольшую популярность прогрессив-метал приобрёл в начале 1990-х годов, когда песня группы Queensrÿche «Silent Lucidity» (1990 Empire) неожиданно стала хитом на радио и MTV. Нельзя отнести эту песню к «типичной» прогрессив-металической, но именно благодаря ей музыка группы Queensrÿche стала доступна для фанатов и, помимо этого, дала толчок к развитию других прогрессив-метал-групп во всём мире. В 1993 году Dream Theater с песней «Pull Me Under» (из 1992 Images and Words) также приобретает мировую популярность.
На протяжении 1990-х и 2000-х годов прогрессивный метал постепенно расширял свои границы, впитывая в себя влияния смежных жанров и экспериментируя со звучанием. Так, в 2000-х годах появился "djent" - поджанр прог-метала, характеризующийся тяжёлым, ритмичным гитарным звучанием и математической точностью композиций (Meshuggah, Periphery, Animals As Leaders).
В последние десятилетия прог-метал демонстрирует всё большую разнородность и смешение различных стилистических элементов. Многие современные группы сочетают в своей музыке черты прог-метала с дэт-металом, блэк-металом, джазом, электроникой и даже world music (Enslaved, Ihsahn, Arch Echo, The Contortionist).
Прогрессивный метал также продолжает активно развиваться в направлении симфонизации и интеграции с классической музыкой. Ярким примером служат масштабные концептуальные альбомы Ayreon, сочетающие металлическое звучание с полифоническими, духовыми, оркестровыми и хоровыми партиями.

## Разнообразие
Прогрессив-метал можно разбить на бесчисленное множество подстилей, соответствующих другим направлениям музыки, которые оказали влияние на конкретные музыкальные коллективы. К примеру, две группы, которые вполне можно отнести к обсуждаемому жанру, — King's X и Opeth, находятся на противоположных концах звукового спектра. King's X более подвержены влиянию мейнстрима и гранжа. Парадоксально, но бас-гитарист группы Pearl Jam, Джефф Амент однажды сказал: «King’s X изобрели гранж как стиль», имея в виду то, что влияние этой группы на весь гранж было очень велико. И в то же время гроулинг вокалиста группы Opeth и тяжёлый звук гитар (частично разбавленный готическими акустическими пассажами) вполне можно отнести к стилю дэт-метал.
Европейская академическая музыка также оказала весьма значительное влияние на весь жанр прогрессив-метала. Такие группы, как Symphony X и Spock's Beard успешно смешивают этот стиль с той сложностью и великолепием, что присуща барочным и классическим произведениям, что в итоге привело к возникновению нового стиля Neoclassical Metal. Кроме того, такие проекты, как Liquid Tension Experiment (создан участниками группы Dream Theater) и группы, как Planet X (проект бывшего клавишника Dream Theater Дэрека Шириньяна), имеют в своём творчестве джазовое влияние с полиметрическими ритмами и переменными/смешанными метрами, характерной для джаз/рока гармонией и фразировкой. Сам Дэрек Шириньян характеризует свой стиль как Fusion Metal. Более того, Liquid Tension Experiment представляют в своей музыке элементы импровизации, которые не так редко встречаются в хеви-метале, но не в такой высокой форме как у Liquid Tension Experiment. Известные дэт-метал-группы, такие как Death и Cynic, в своих альбомах скрестили прогрессив с дэт-металом, а Cynic и Atheist добавили ещё джаз и фьюжн. Шведская блэк-метал-группа Shining, известная как одна из самых значимых групп депрессивного блэк-метала, стала экспериментировать с прогрессивным металом, смешав его с блэк-металом и элементами dsbm, и закрепилась в этом стиле на сегодняшний день. Другими известными группами прогрессивного блэк-метала являются Enslaved, Code, Agrypnie, Borknagar, Ihsahn.
Одной из самых популярных прогрессивных команд является группа Tool. Tool приобрели известность в середине 90-х годов, выпустив свой второй по счёту альбом Ænima, который и принёс им мировую известность. Их электрический коктейль из хеви-метала, случайных музыкальных размеров, комплексных структур и сложной лирики натолкнул многих на мысль о классификации их как прогрессив-метал группы, хотя и с существенными отличиями от многих традиционных команд. Тем не менее, следующий альбом группы Tool 2001 года Lateralus упрочил положение группы на прогрессивной сцене с их комплексными структурами и высоко концептуальным стилем, несмотря на то, что группа стала более родственной к индустриальной музыке, нежели к прогрессивной.
В Италии особняком стоит группа Presence — её ранний стиль (1990—1996) может быть охарактеризован как клавишный прог-метал с женским вокалом, а нынешний настолько усложнился, что от традиционного метала там почти ничего не осталось. Своеобразна французская школа — прогрессив-метал в привычном виде во Франции не особенно распространен, зато много представителей так называемого «мелодик-метала», среди которых, пожалуй, наиболее интересна группа Manigance, ярко дебютировавшая в 1998 г. В скандинавских странах прогрессив-метал получил гораздо меньшее распространение, чем тёмный прогрессив (dark progressive), а самая популярная группа — шведский Therion — столь явно тяготеет к хоральности, особенно в позднем творчестве, что стилистически оказывается ближе к Devil Doll, Malombra, Il Segno Del Comando и даже Helloween, чем к традиционному Heavy Metal’у. Заслуживает внимания югославская группа Tornado, непринуждённо сочетающая типично «металлические» приёмы и средневековую пасторальность. Наконец, весьма самобытная школа прог-метала возникла в 1990-е годы в Германии: единственная в своем роде группа Cromwell, стилистически балансирующая (как ни парадоксально) между двумя итальянскими командами — вышеупомянутой Presence и Tale Cue (тёмный прогрессив с женским вокалом), и ряд групп, чей стиль занимает промежуточное положение между прог-металом и неопрогрессивом a la Pendragon или Jadis. К последним относятся, например, Ziff, Sylvan, Last Turion; к ним примыкает и люксембургская группа No Name.
В России и Белоруссии, также в Казахстане имеются исполнители прогрессив-метала, например, московская группа Salvador (примеси латиноамериканской музыки), ставропольская группа Poseidon (играющая в стиле cinematic metal), красноярская группа Alley, иркутская группа Extrovert, тверская группа Louriet, новосибирская группа Glass Reason, ярославские группы Santerno и Tumulus (синтез прогрессива с фолком), ярославская группа Neophron (Мелодичный дэт-метал с элементами Progressive Death metal), амурская команда Azazello, алматинская группа Kadar, приморская группа Gebeth Arts, брянская группа Mental Reflections, минские группы Asymmetry, In Search For и гомельская группа Serdce (Technical Death/Progressive Death). Также первые два альбома группы Mechanical Poet можно отнести к данному стилю.
Данный стиль также популярен в Австралии, представлен группами: Voyager, Karnivool, Teramaze, Alchemist

## Лучшие представители жанра по мнениюLoudwire
В 2020 году американский онлайн-журнал Loudwire, посвященный хард-року и металу, опубликовал свой топ-25 альбомов прогрессивного метала. Места с 1-го по 10-е заняли:
1. Opeth — Blackwater Park (2001)
2. Dream Theater — Images and Words (1992)
3. Queensrÿche — Operation: Mindcrime (1988)
4. Fates Warning — Awaken the Guardian[англ.] (1986)
5. Between the Buried and Me — Colors[англ.] (2007)
6. Tool — Lateralus (2001)
7. Mastodon — Crack the Skye (2009)
8. Meshuggah — Chaosphere (1998)
9. Девин Таунсенд — Terria[англ.] (2001)
10. Cynic — Focus (1993)